# El Cabichuí
El Cabichuí fue un temprano periódico de trinchera gubernamental paraguayo, escrito e impreso cerca del frente durante el Asedio de Humaitá en la Guerra de la Triple Alianza, dirigido a los soldados del Ejército Paraguayo. Bajo la dirección de Juan Crisóstomo Centurión y Natalicio Talavera, contenía textos en guaraní y español. Un mes después de la caída de Humaitá, dejó de imprimirse, pues la guerra recuperó su movilidad; para entonces, había alcanzado 95 números.

## Historia
El Cabichuí fue un ejemplo muy temprano de periódico de trinchera, surgido en un contexto donde las líneas de batalla habían permanecido estancadas durante más de un año en el Asedio de Humaitá durante la Guerra de la Triple Alianza. Fue ideado por el presidente paraguayo Francisco Solano López como herramienta para elevar la moral. Se elaboraba mediante grabado en madera con una prensa rústica en el cuartel de López (inicialmente en Paso Pucú, y luego en San Fernando, actual Departamento Central).
El nombre "Cabichuí" alude a una especie de avispa negra común en Paraguay (probablemente la Polybia occidentalis), conocida por su picadura dolorosa. En cada número había una caricatura donde un enjambre de estas avispas atacaba a un soldado negro; el tema racial del Ejército Brasileño era central, representándose al emperador Pedro II y a sus soldados como monos en El Cabichuí y otros medios oficiales paraguayos. Las demás naciones aliadas también eran satirizadas: el líder uruguayo Venancio Flores era llamado "perrito de Pedro II", y junto al argentino Bartolomé Mitre, "vampiros que emergían en la noche oscura para chupar la sangre de sus hermanos y amigos", deseosos de abandonar la guerra.

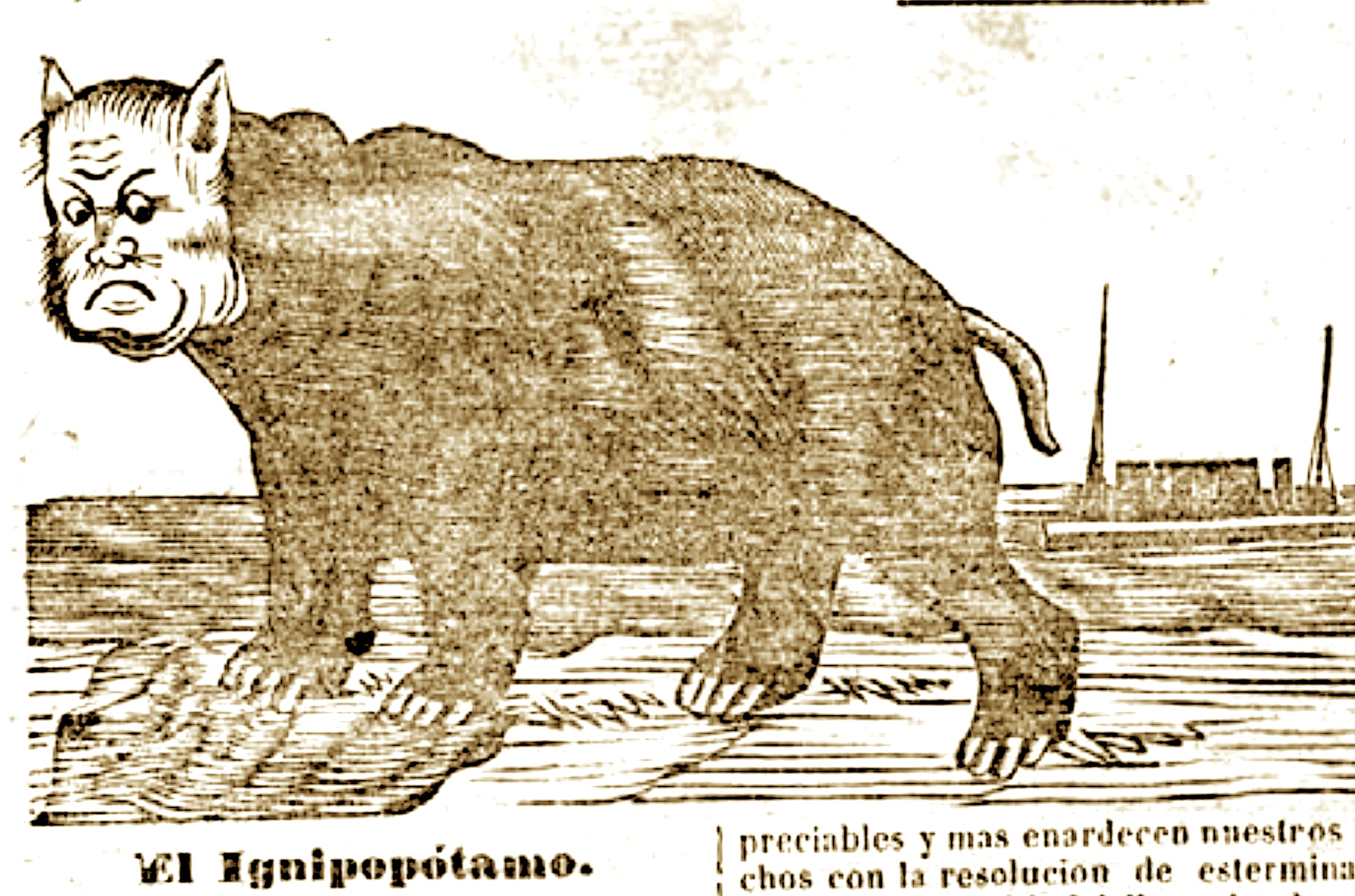
El ignipopótamo. Caricatura del almirante Joaquim José Inácio en El Cabichuí, 24 de febrero de 1868. El Paso de Humaitá, ocurrido cinco días antes, no fue mencionado.

Dirigido por el políglota Juan Crisóstomo Centurión, contó con colaboraciones de intelectuales como los sacerdotes Fidel Maíz y Gerónimo Becchi. Sin embargo, su tono era burlón y directo, al estar destinado a soldados. Por ello, combinaba textos en guaraní y español, y ocasionalmente en portugués, ya que algunos ejemplares eran introducidos en el campamento aliado por espías. El ingeniero británico Jorge Thompson, quien servía en las fuerzas paraguayas, describió sus chistes como "groseros" y "estúpidos".
Al menos un miembro de su equipo editorial fue asesinado en la Masacre de San Fernando de 1868.

## Línea editorial
El Cabichuí interpretaba la guerra como una lucha por la libertad, presentando al Imperio Brasileño —esclavista— como el gran enemigo de la república paraguaya. Convertía batallas inconclusas o derrotas en victorias, y llegó a anunciar falsamente la muerte de Mitre en el frente (había muerto el vicepresidente argentino).
La mayoría de los contenidos eran revisados por Solano López antes de su publicación.

### Citas
1. ↑  Centurión, 1894, p. 322-323.
2. 1 2 3  Centurión, 1894, p. 321.
3. ↑  Izecksohn, 2013.
4. ↑  Campos y Segovia, 2005.
5. ↑  Johansson, 2014, p. 92.
6. ↑  Carmo, 2020, p. 145.
7. ↑  Centurión, 1894, p. 322.
8. ↑  Carmo, 2020, p. 71.
9. ↑  Johansson, 2014, p. 101-103.
10. ↑  Carmo, 2020, p. 69.